# Mathias Fels
Mathias Fels, né le 8 août 1922 à Berlin et mort le 9 mai 2009 à Septeuil, est un galeriste français qui, en 1961, a « l'intuition d'un retour à la figuration ». Il sera ensuite un soutien pour le mouvement de la figuration narrative qu'il appelait la nouvelle figuration.

## Biographie
Initialement, Mathias Fels ne se destine aucunement au métier de galeriste. Fils du critique d’art Florent Fels, il passe sa jeunesse entouré d’artistes et de critiques. Au lycée à Marseille, il est l'un des élèves du jeune professeur de littérature Georges Pompidou. Pendant la Seconde Guerre mondiale, il est étudiant au lycée Henri-IV à Paris où il se prépare à un emploi dans la fonction publique, plus exactement administrateur dans les colonies. 
En 1942, ses études sont interrompues par la mise en place du service du travail obligatoire (STO) imposé par les Allemands et avec la complicité active du gouvernement de Vichy. Il passe deux années en Allemagne ce qui compromet fortement ses études. En 1945, après son retour il peine à trouver du travail, et vit de petits boulots.
Grâce au tissu relationnel de ses parents, certaines personnes lui demandent de leur vendre des tableaux, cela lui permet alors de poser un pied dans le milieu en tant que courtier et marchand d'art.
En 1955, manquant de moyens financiers, il s'associe avec Rosa Faure pour ouvrir la galerie Mathias Fels & Cie Boulevard Haussmann à Paris.
En 1961, il organise dans sa galerie une exposition définie comme de la « Nouvelle Figuration » par Michel Ragon. On y retrouve entre autres Pierre Alechinsky, Asger Jorn, Francis Bacon, Paul Rebeyrolle, Peter Saul, ainsi que Guillaume Corneille, Jean Dubuffet, Alberto Giacometti, Robert Lapoujade, Maryan S. Maryan, Roberto Matta, Antonio Saura et Nicolas de Staël. Il continue dans cette voie avec l'exposition Nouvelle figuration II en 1962, qui présente des œuvres de : Enrico Baj, John Christoforou, John Hultberg, Bengt Lindström, Jean Messagier, Irving Petlin, Marcel Pouget, Paul Rebeyrolle, Francis Salles, Pierre Tal Coat.
Il meurt à Septeuil le 9 mai 2009.